# Ernesto Tomasini
Ernesto Tomasini (Palermo, 15 maggio 1968) è un attore, cabarettista e cantante italiano.

## Biografia
Conosciuto soprattutto all'estero dove vive da più di 30 anni, Tomasini ha alle spalle una lunga carriera nel teatro, nel cabaret alternativo e nella musica sperimentale, prima nel Regno Unito e poi in giro per il mondo.
Tomasini è l'unico italiano ad aver tenuto una masterclass nei 121 anni della Royal Academy of Dramatic Art ed ha ricevuto diversi premi internazionali. È Eccellenza Italiana (con presentazione del Presidente della repubblica Giorgio Napolitano), annoverato fra gli italiani che "nei vari settori artistici, istituzionali e sociali hanno reso grande il Bel Paese". Nel 2013 ha ricevuto il Sicilian in the World Award e nel 2016 la Tessera Preziosa dal sindaco di Palermo Leoluca Orlando ed è stato aggiunto alla lista ufficiale di artisti siciliani selezionati dall’Osservatorio delle Arti.
Per via della sua voce dall'estensione di 4 ottave ed uno stile performativo originale viene spesso definito dalla stampa internazionale come una figura cult. La rivista statunitense Frontiers lo ha descritto come "la personalità più stravagante ed eccitante che sia arrivata a scuotere il mondo della lirica dai tempi di Klaus Nomi".

### Teatro e cabaret
Ernesto Tomasini debutta nel cabaret negli Stati Uniti all'età di 16 anni. Tornato nella sua città natale si esibisce in un’infinità di spettacoli dal vivo e nelle TV locali. Nel 1987 vince il premio di miglior comico emergente e, poco dopo, fa da supporter a Nino Frassica in una tournee. Il suo debutto in teatro avviene quando, diciannovenne, ottiene un ruolo di primo piano accanto a Duilio Del Prete nella prima nazionale di Morte nella notte di Natale di Franz Xaver Kroetz, a Palermo e Roma.
Nei primi anni novanta si trasferisce a Londra dove interpreta ruoli da protagonista sui grandi palcoscenici del teatro musicale (Chicago - the Musical), in produzioni indipendenti (Mr China's Son della Blind Summit), con compagnie di teatro sperimentale (Lindsay Kemp), in tournee del paese (Cabaret - The Musical) e al Royal National Theatre (“The English Man…”). Ernesto ha scritto/interpretato/prodotto cinque spettacoli, fra cui True or Falsetto? che, dopo il debutto al Festival di Edimburgo, è stato rappresentato a Londra per due stagioni e in una tournée mondiale in tre lingue.
Dopo una pausa, durante la quale si occupa principalmente di musica, nel 2013 torna al teatro e da allora si dedica esclusivamente a pièce teatrali scritte apposta per lui: Petit Cheval Blanc di Andrea Cusumano (International Theatre Festival of Kerala, India, 2013), Aida di Roberta Torre (Teatro Biondo, Palermo, 2014), Mamma Schiavona (Teatro Astra, Torino, 2014), Beato chi ci crede di cui è coautore con Camilla Barbarito (Teatro Out Off, Milano, 2017), Lunaria, tratto da Vincenzo Consolo (Campania Teatro Festival, Napoli, 2023), La signora Palermo ha due figlie (festival Teatro Bastardo, Palermo, 2024), scritto, diretto e interpretato da lui stesso.
Come interprete di cabaret d'avanguardia e performance art si è esibito o è stato al centro di installazioni in teatri, musei ed istituti culturali in 17 diverse nazioni (Museo Madre di Napoli, 2009; al Malba di Buenos Aires, 2018; alla Berlin Biennale, 2020; al MAMBO di Bogota’, 2023), collaborando con artisti come Stephen Montague, Ron Athey, Carlos Motta e con la Resonance Radio Orchestra. Nel 2013 si è esibito in un varietà di beneficenza organizzato dall'artista Franko B.

### Musica
Da 18 anni, Tomasini ("figura di primo piano nei circuiti d'avanguardia" – La Repubblica) mette la sua vasta estensione vocale al servizio di progetti sperimentali, interpretando una varietà di musiche originali scritte appositamente per lui da numerosi compositori. Parallelamente, si esibisce in un repertorio classico accanto a interpreti lirici di fama mondiale.
Nel 2024 partecipa a diverse serate jazz, volute da Franco Maresco, al Teatro Santa Cecilia di Palermo; canta al Crazy Coqs di Londra e si esibisce al Museo Nazionale del Cinema di Torino, eseguendo dal vivo la colonna sonora di Blue di Derek Jarman insieme all'autore originale delle musiche, Simon Fisher Turner.
Nel 2023 debutta a Milano, in prima assoluta, con Degenerata!, un nuovo spettacolo dedicato a musiche dei primi del Novecento, ed è impegnato al Teatro Massimo Bellini di Catania nella produzione de La fille du régiment di Gaetano Donizetti, allestita per il centenario di Franco Zeffirelli, con la direzione musicale di Giuliano Carella e la regia di Marco Gandini, accanto al tenore John Osborn.
Nel 2022 è stato co-protagonista in un concerto dedicato alla musica da cabaret dei primi del ’900 al Teatro Massimo di Palermo e al Festival Toscanini di Parma e Reggio Emilia, esibendosi con il soprano Hila Baggio sotto la direzione di Omer Meir Wellber.
Nel 2020 ha partecipato al concerto di Capodanno del Teatro Massimo, trasmesso in diretta streaming e diretto anch’esso dal maestro Wellber, esibendosi con il soprano Carmen Giannattasio e il baritono Markus Werba. Sempre nel 2020, esce il secondo disco/compilation di Tomasini per Lacerba, che lo vede accanto a Myss Keta e Federico Fiumani, tra gli altri.
Altre sue collaborazioni di rilievo includono: Marc Almond; Peter Christopherson (Coil, Psychic TV, Throbbing Gristle), considerato il “padre della musica industrial”; i Current 93 (ospite d’onore al loro primo concerto alla Queen Elizabeth Hall di Londra, insieme ad Anohni di Antony and the Johnsons); il produttore elettronico Shackleton, che ha scritto per lui Devotional Songs, uno spettacolo e album acclamati dalla critica e considerati tra i migliori del 2016 da testate come The Wire, The Quietus, Pitchfork; il produttore Man Parrish (Village People, Gloria Gaynor, Klaus Nomi), con cui ha realizzato due brani – uno insieme a Joey Arias – inseriti in due compilation, una delle quali ha ricevuto una nomination per il miglior album al Premio Tenco 2018; Julia Kent (Antony and the Johnsons); Rolo McGinty (The Woodentops); Andrew Liles (Nurse With Wound); gli Spiritual Front (nel 2018 ha aperto il loro album e i concerti dal vivo Amour Braque); Adam Donen; Othon Mataragas e Jose Macabra, con il quale ha formato il progetto Trans4Leben, aprendo il Drop Dead Festival 2011 a Berlino.
È stato cantante e co-autore della band Almagest! (fondata con Fabrizio Modonese Palumbo), con cui ha girato l’Europa, esibendosi in luoghi prestigiosi come il Kampnagel di Amburgo e il Kurt Weill Fest a Dessau.
Tomasini ha portato il suo repertorio in alcuni dei più importanti teatri londinesi, tra cui la Royal Albert Hall, la Queen Elizabeth Hall, la Purcell Room, il Royal National Theatre, la Cadogan Hall e la Roundhouse, nonché in storiche sale da concerto europee, come il Volksbühne di Berlino, il Teatro Lara di Madrid e l’Arma17 di Mosca.
Ha inoltre calcato i palcoscenici di numerosi musei di arte contemporanea, dalla Natonal Portrait Gallery e la Tate Britain di Londra al MADRE di Napoli e il CaixaForum di Barcellona.
La sua discografia comprende 18 album e sei singoli. Nel 2008 ha partecipato alla colonna sonora di un film di Bruce LaBruce ed è stato protagonista di sei video musicali.
Molto richiesto anche nel mondo della moda, si è esibito alle sfilate di Nasir Mazhar ("il cappellaio matto di Lady Gaga") alla London Fashion Week del 2008 e 2009, e a Pitti Uomo 2017 per Carlo Volpi.

### Radio, cinema, televisione e altro
Alla radio ha cantato, recitato ed è stato intervistato su tutti i canali della BBC, Classic FM, RAI Radio 3 e in stazioni nazionali in diversi paesi; soprattutto in Spagna, Grecia e Nuova Zelanda.
Le sue apparizioni televisive e cinematografiche comprendono lavori per la BBC, RAI, RTL4 (Olanda) e la Universal Pictures, diretto, fra gli altri, da Alfonso Cuarón e Peter Hewitt. Nel 2022 ha interpretato il suo primo ruolo in un film italiano: Ciurè. Nel 2024 è protagonista di Quir di Nicola Bellucci. Il film, una produzione svizzera, è stato presentato in importanti festival (Taormina, Roma, Locarno), vincendo numerosi premi (è entrato nella short list per la nomination ai David di Donatello 2025) e sara' distribuito in Italia nel settembre prossimo. Il suo ultimo film, Un film fatto per Bene di Franco Maresco, è in concorso all'82esima edizione del Festival di Venezia. Come doppiatore ha lavorato per registi di fama internazionale fra cui i premi Oscar: James Ivory, Ridley Scott e Kevin Spacey. 
Ernesto è fra gli interpreti del corto di Franco Maresco Ricordando Letizia, trasmesso il 20 aprile 2025 su RAI3 per Fuori orario. È stato spesso intervistato su RAI 3 per via del suo lavoro teatrale ed è protagonista, accanto ai più grandi controtenori e falsettisti pop contemporanei, del documentario Voci celestiali – Gli eredi di Farinelli (2013), trasmesso alla tv di molti paesi europei. È stato il testimonial della campagna pubblicitaria 2015 per i rossetti della House of Fraser (UK) ed è fra i protagonisti di “Symphony To a Lost Generation” (2016), la prima opera olografica della storia. Nel 2018 il cortometraggio “Ernesto Tomasini: One Life To Live“, della regista inglese Nendie Pinto-Dushinsky, ha debuttato in anteprima su Dangerous Minds ed è stato presentato al Sicilia Queer Filmfest all’interno di una retrospettiva a lui dedicata.
Oltre alla sua masteclass alla Royal Academy of Dramatic Art, in qualità di docente di storia e tecniche teatrali, Tomasini ha insegnato a studenti in accademie d'arte drammatica e università in Inghilterra, Spagna, Messico, India e Italia. 
Il suo lavoro e il suo stile performativo sono presi in esame in cinque testi e un saggio accademico dell'Orientale di Napoli.
Per due anni (2010 - 2012) Tomasini è stato il corrispondente da Londra della rivista Musical! ed ha collaborato a diversi libri, fra cui "Aida, il grande circo dell'aldilà", pubblicato nel 2014.

## Discografia
- Black Widow, Beta Lactam-ring Records (album, 2007)
- Black Sea, Beta Lactam-ring Records (album, 2007)
- When I Leave You, Othon Mataragas (singolo, 2007)
- Canes Venatici, Blossoming Noise (album, 2007)
- Otto; or, Up With Dead People, Crippled Dick Hot Wax! (album, 2008)
- Digital Angel, Durtro Jnana (album, 2008)
- The Hunting Dogs of Boötes the Herdsman, Chew-z (album, 2010)
- Last Night I Paid To Close My Eyes, Cherry Red/SFE (singolo, 2011)
- Impermanence, Cherry Red/SFE (album, 2011)
- Impermanence, Cherry Red/SFE (singolo, 2012)
- Düde, Tin Angel Records (album, 2012)
- Messier Objects, Tourette Records (album 2013)
- InSonar, L'Enfant et le Ménure, Lizard Records (album, 2013)
- Dawn Yet To Come, Cherry Red/SFE (singolo, 2014)
- Pineal, Cherry Red/SFE (album, 2014)
- Devotional Songs, Honest Jon (album, 2016)
- Madame E, Undogmatisch (album, 2017)
- Star, Parrish Digital (album, 2017)
- Fun House Mirrors, Backwards Records (album, 2017)
- Plaisir, Undogmatisch (singolo, 2018)
- LB/R La Bellezza Riunita, Lacerba (album, 2018)
- Amour Braque, Prophecy (album, 2018)
- La Bellezza Eccetera, Lacerba (album, 2020)
- Live at Rough Trade, Andrew Liles (album, 2022)